# 維日尼亞尼
49°48′22″N 24°24′55″E / 49.80611°N 24.41528°E
維日尼亞尼（烏克蘭語：Вижняни），是烏克蘭西部的村莊，隸屬利維夫州的佐洛奇夫區。該村始建於1397年，面積1.66平方公里，海拔高度238米，2001年人口333，人口密度每平方公里200.6人。